# ذا سيمز 2: فري تايم
ذا سيمز 2: فري تايم (بالإنجليزية: The Sims 2: FreeTime)‏ هي سابع إصدار توسعة للعبة ذا سيمز 2، اللاعب في هذه أصبح بإمكانه الإستمتاع بالعديد من المواهب والاهتمامات، كما جرى توسيع الروابط الاجتماعية، تمت إضافة عدة مهن للعبة مثل الرقص والعمارة وعلوم المحيطات والحاسوب. بإمكان اللاعب الاستمتاع بالعديد من الهوايات مثل الطبخ والصيانة و الرياضة ومشاهدة الأفلام ولعب ألعاب الفيديو والرسم، وكذلك الهرولة وإجراء تمارين كمال الأجسام واليوغا والسباحة.